# Жиру, Клод
Клод Жиру́ (фр. Claude Giroux; род. 12 января 1988, Херст, Онтарио) — канадский хоккеист, нападающий клуба НХЛ «Оттава Сенаторз». Чемпион мира 2015 года в составе сборной Канады. Может играть на позиции центрального или правого крайнего нападающего.

## Карьера

### В юниорском возрасте

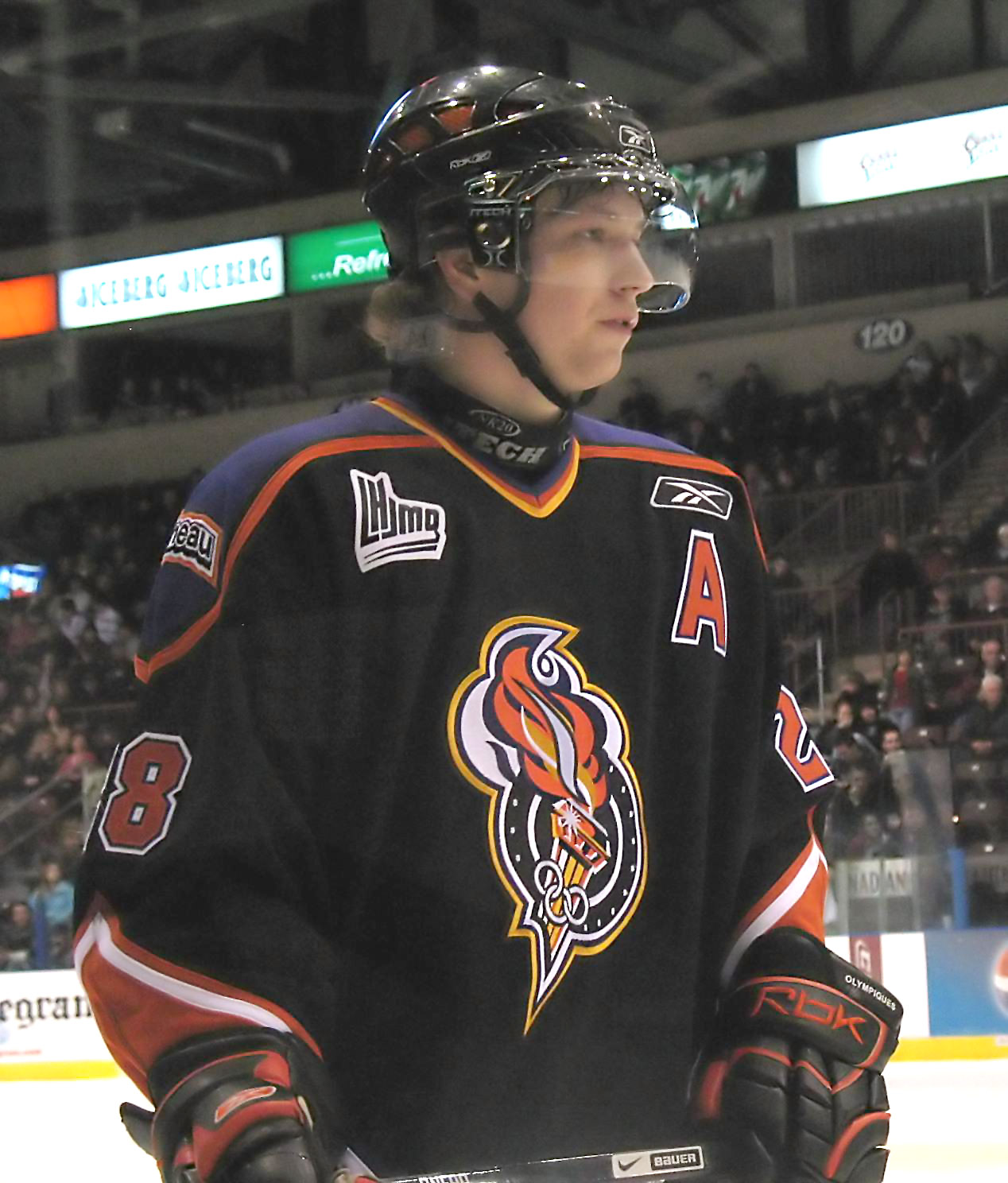
Клод Жиру в форме команды «Гэтино Олимпик», 2007 год

Жиру начал свою карьеру, подписав контракт с клубом «Гатино Олимпик» (фр. Gatineau Olympiques), будучи свободным агентом после игр в Центральной младшей лиге. В течение первого сезона набрал 103 очка (39+64) в 69 играх. После такого сезона Клод Жиру попал в драфт новичков НХЛ 2006 года, где был выбран в первом раунде под общим 22-м номером командой «Филадельфия Флайерз».
Жиру дебютировал в НХЛ в матче против клуба «Оттава Сенаторз» 19 февраля 2008 года. В сезоне 2007/08 сыграл всего 2 матча за «лётчиков». Заканчивая свой срок пребывания в Гатино, он помог клубу выиграть плей-офф QMJHL и получил Guy Lafleur Trophy как самый ценный игрок, забив 17 голов и отдав 34 передачи в 19 играх.

### НХЛ
После неудач в тренировочном лагере в начале сезона 2008/09 его отправили в Американскую Хоккейную Лигу (AHL). Однако Жиру быстро нашёл свою игру. В конце декабря 2008 года его вызвали в основной состав «Филадельфии Флайерз» где он закрепился и провел весь сезон. 31 декабря Жиру заработал своё первое очко, отдав голевую передачу Джеффу Картеру в матче с «Ванкувер Кэнакс». В следующем матче он получил сотрясение мозга, когда Кори Перри из «Анахайм Дакс» нанес ему удар по голове. Жиру закончил игру, но пропустил следующие пять матчей, Перри был временно отстранен на четыре игры. 27 января 2009 года Клод забил свой первый гол в НХЛ в ворота чешского вратаря Томаша Вокоуна.
В первом раунде плей-офф 2010 года Клод Жиру продемонстрировал хорошую игру против «Нью-Джерси Девилз», которые завершили регулярный сезон на втором месте Восточной конференции. В финале плей-офф Жиру забил победный гол в третьем матче против «Чикаго Блэкхокс», но несмотря на всю полезность его действий Кубок Стэнли всё же достался «Чикаго». Жиру набрал 21 очко, тем самым подтвердив свою репутацию молодого талантливого игрока.
В сезоне 2010/11 «лётчики» подписали новый трёхлетний контракт с Клодом Жиру, по которому он получит $ 11,25 млн за 3 года.
11 января 2011 года попал на свой первый Матч всех звезд НХЛ. Матч прошёл 30 января в Роли, Северная Каролина.
В сезоне 2011/12 набрал 93 очка (28+65) в 77 матчах регулярного сезона. 13 апреля 2012 года набрал 6 очков (3+3) в матче Кубка Стэнли против «Питтсбург Пингвинз» (8:5). Это был первый хет-трик Жиру в НХЛ. 6 очков стало рекордом для игрока «Флайерз» в одном матче плей-офф. В этом же матче хет-триком отметился и Шон Кутюрье.
20 июня 2012 года в Лас-Вегасе официально стал лицом игры от EA Sports NHL13.
Начиная с сезона 2012/13 Клод был назначен капитаном «Флайерз».
Летом 2013 года подписал 8-летний контракт на $ 66,2 млн с «Филадельфией», вступивший в силу в сезоне 2014/15.

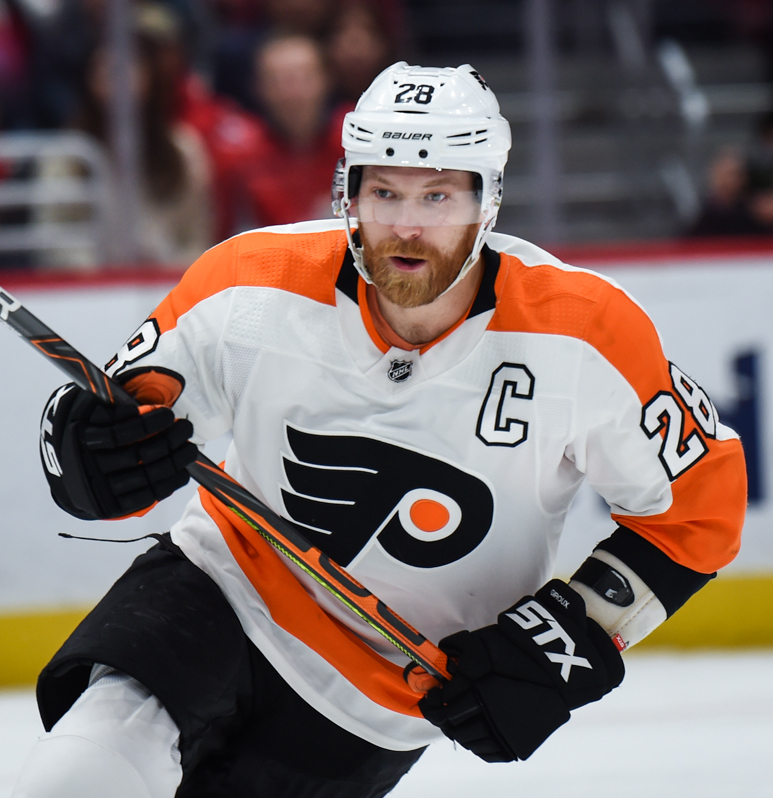
Жиру в мае 2020 года

7 апреля 2018 года в матче против «Рейнджерс» (5:0) впервые сделал хет-трик в игре регулярного сезона. В сезоне 2017/18 Жиру впервые в карьере набрал более 100 очков и стал вторым бомбардиром лиги, уступив лишь Коннору Макдэвиду со 108 очками.
17 марта 2022 года сыграл свой 1000-й матч в регулярных сезонах НХЛ. Жиру стал 40-м игроком в истории лиги, который провёл 1000 матчей в одном клубе. Ранее только один хоккеист сыграл за «Флайерз» более 1000 матчей — Бобби Кларк (1144). Этот матч стал последним для Жиру в составе «Флайерз», за которые он играл 15 лет. В сезоне 2021/22 он сыграл за «Филадельфию» 57 матчей и набрал 42 очка (18+24). Всего за 1000 матчей в «Филадельфии» он набрал ровно 900 очков (291+609).
19 марта 2022 года Жиру был обменян во «Флориду Пантерз». 24 марта сыграл первый матч за «Пантерз», сделав две передачи.
13 июля 2022 года подписал трёхлетний контракт с «Оттавой Сенаторз» на сумму 19,5 млн долларов. 12 ноября 2022 года Жиру сделал три голевые передачи в матче против «Филадельфии» (4:1). 3 декабря набрал три очка (2+1) в игре против «Сан-Хосе Шаркс» (5:2). 27 февраля 2023 года набрал 4 очка (1+3) в игре против «Детройта» (6:2). 10 апреля 2023 года 35-летний Жиру набрал своё 1000-е очко в регулярных сезонах НХЛ. Для этого Жиру потребовалось сыграть 1099 матчей. В этот же день своё 1000-е очко набрал американский нападающий Джо Павелски.
27 января 2024 года сделал свою 700-ю голевую передачу в НХЛ. 6 апреля 2024 года забросил свою 350-ю шайбу в НХЛ. 19 ноября 2024 года сыграл свой 1200-й матч в НХЛ.
В сезоне 2024/25 набрал 50 очков (15+35) в 81 матче и вошёл в топ-70 самых результативных игроков в истории НХЛ.

## Награды и достижения

### QMJHL
- Участник Матча топ-проспектов CHL (2005/06)
- Новичок месяца (декабрь 2005 и март 2006)
- Сборная новичков (2005/06)
- Лучший атакующий игрок месяца (сентябрь 2006)
- Обладатель Президентского кубка (2007/08)
- Обладатель Ги Лафлёр Трофи (2007/08)
- Первая сборная всех звёзд (2007/08)

### АХЛ
- Новичок месяца (декабрь 2008)

### НХЛ
- Обладатель Приза принца Уэльского (2010)
- Участник матча всех звёзд (2011, 2012, 2015, 2016, 2018, 2019, 2022)
- MVP матча всех звёзд (2022)

#### «Филадельфия Флайерз»
- Бобби Кларк Трофи (2010/11, 2011/12 и 2013/14)
- Тойота Кап (2011/12, 2012/13, 2013/2014, 2014/15)

### Другие
- Спортсмен года по версии Ассоциации спортивных журналистов Филадельфии (2011)
- Обладатель приза Спортивного конгресса Филадельфии (2012)
- Помещён на обложку видео-игры NHL 13

## Статистика
| Легенда | Легенда                    | Легенда | Легенда                   | Легенда | Легенда    |
| ------- | -------------------------- | ------- | ------------------------- | ------- | ---------- |
| И       | Количество проведённых игр | Штр     | Штрафное время            | +/−     | Плюс-минус |
| Г       | Голы                       | П       | Голевые передачи          | О       | Очки       |
| -       | Статистика неизвестна      | —       | Статистика не учитывалась |         |            |